# Забір'я (Березинський район)
Забір'я (біл. вёска Заборье) — село в складі Березинського району Мінської області, Білорусь. Село підпорядковане Поплавській сільській раді, розташоване в східній частині області.